# Kleinberndten
Kleinberndten (auch Klein-Berndten) ist ein Ortsteil der Kreisstadt Sondershausen im Kyffhäuserkreis (Thüringen) mit etwa 230 Einwohnern.

## Lage
Der Ort liegt auf der Südabdachung der Hainleite östlich des oberen Helbetales.

### Nachbarorte
| Bleicherode Großlohra | Kleinwenden                                 | Hainrode Wernrode      |
| Friedrichsrode        | Kompassrose, die auf Nachbargemeinden zeigt | Straußberg Immenrode   |
| Holzthaleben          | Dietenborn                                  | Immenrode Großberndten |

## Geschichte
Der Ort wurde erstmals in einer Schenkungsurkunde des Klosters Reinhardsbrunn als sekunda Peregeriedon genannt. Bis sich ab etwa 1600 die heutige Namensform herausbildete, traten verschiedene Namensformen wie Westernbergreden, Western Berthen, Western Berden und Klein Berden in Erscheinung.
Die Kirche St. Johannis brannte 1810 mit dem Turm ab und wurde im Herbst 1815 unter teilweiser Benutzung des alten Mauerwerkes wieder aufgebaut. Der Turm wurde nicht wieder errichtet und die Glocken wurden in einem Häuschen aufgehängt. Die schlicht gebaute Kirche hat im Rundbogen gedeckte Fenster und wurde 1819 geweiht.

„Die um 1580 erbaute kleine Kirche mit Turm wurde 1810 Opfer eines Brandes, verursacht durch einen Knaben Christian Lutze († 1872). Einen Turm konnten sich die bettelarmen Bewohner nicht wieder erbauen.“

Am 3. Mai 1924 wurde der Ort von einer schweren Windhose getroffen, die mindestens 50 Häuser stark beschädigte.
Nach der Besetzung des Ortes durch US-Soldaten Anfang April 1945 verübten diese Gewalttätigkeiten gegenüber gefangen genommenen Wehrmachtsangehörigen. Zwei von ihnen wurden von den Dorfbewohnern am nächsten Morgen erschlagen aufgefunden.
Kleinberndten gehörte bis 1950 zum Landkreis Grafschaft Hohenstein.
Mit Auflösung der Verwaltungsgemeinschaft Schernberg wurde das ursprünglich selbstständige Dorf am 1. Januar 1996 ein Ortsteil der Großgemeinde Schernberg, die ihrerseits am 1. Dezember 2007 in die Stadt Sondershausen eingemeindet wurde.

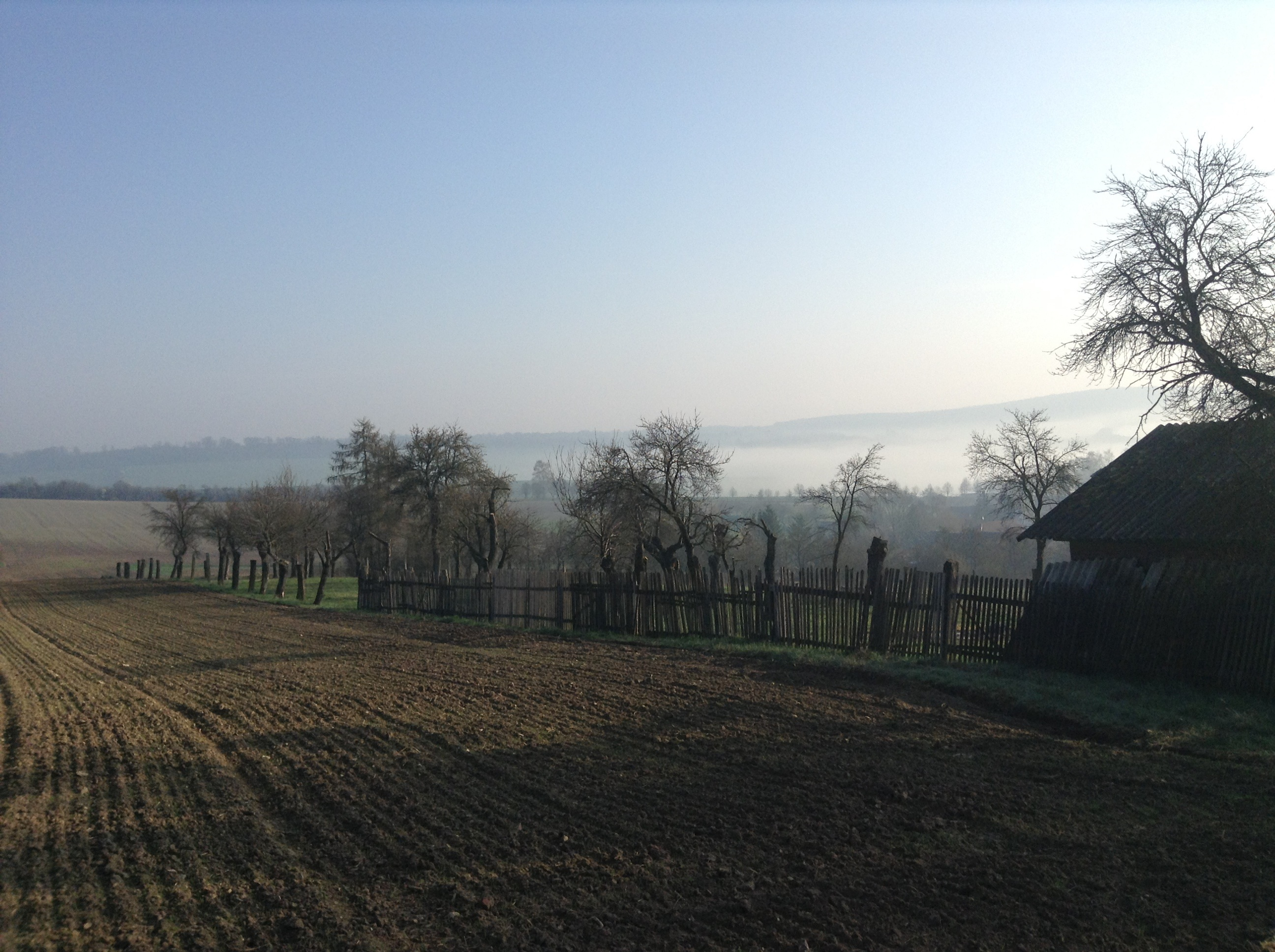
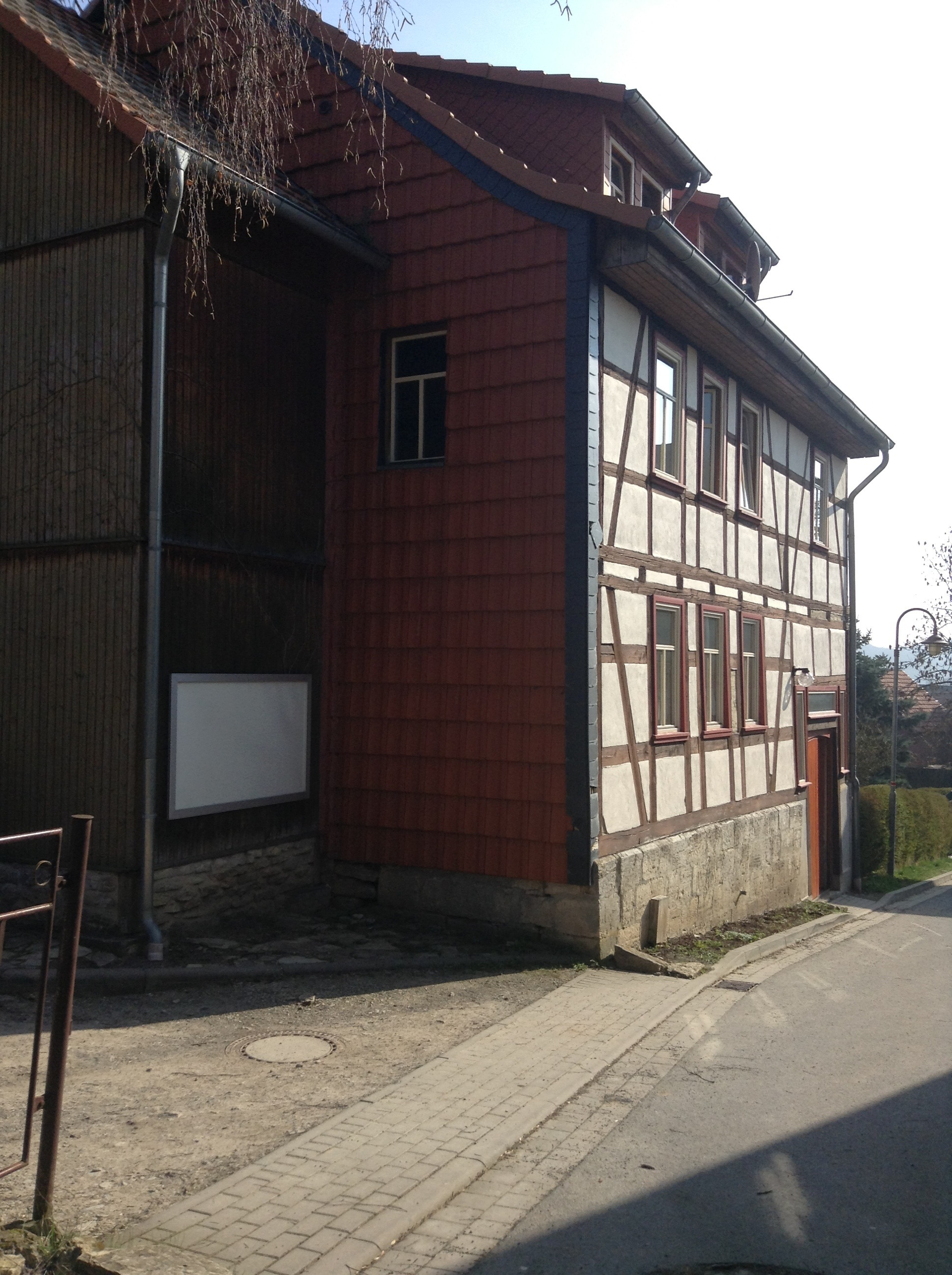
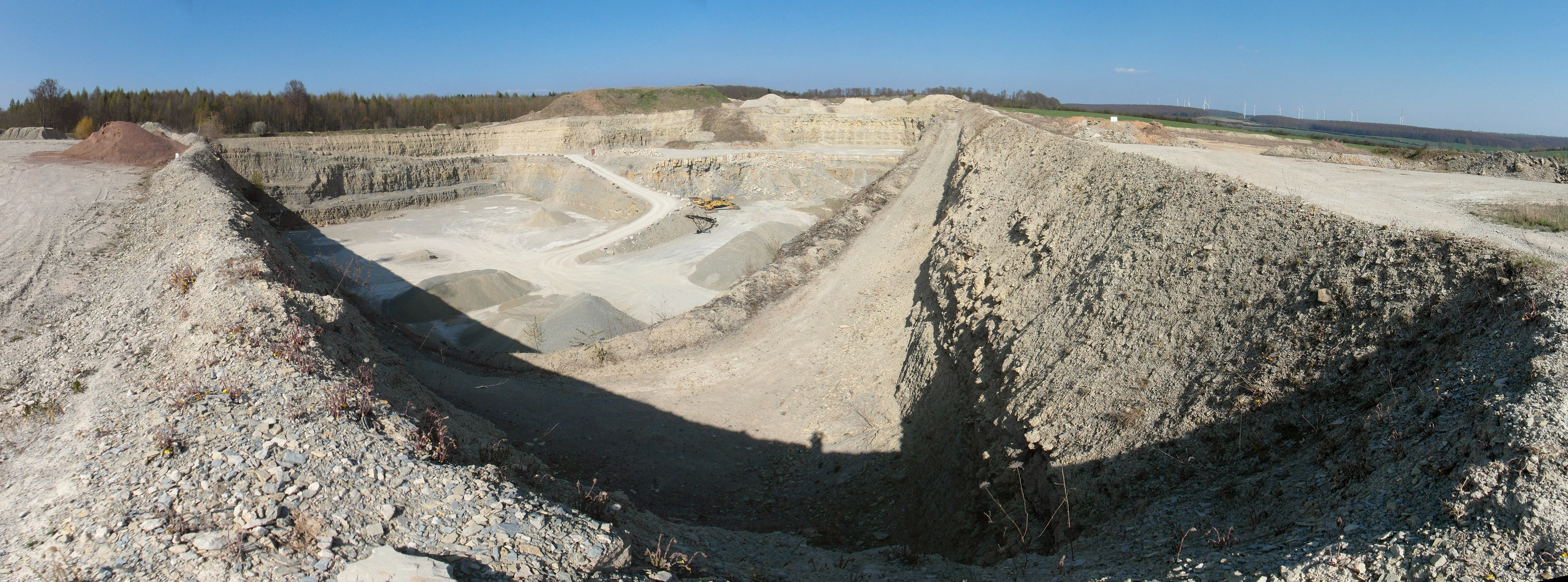
Berndtner Kalksteinbruch